# Fehérvár Enthroners 2020
Questa voce raccoglie le informazioni riguardanti i Fehérvár Enthroners nelle competizioni ufficiali della stagione 2020.
I campionati a cui gli Enthroners avrebbero dovuto partecipare sono stati organizzati ma non disputati a causa della pandemia di COVID-19.

## HFL

### Stagione regolare
| 21 marzo 2020 1ª giornata | Kiev Capitals | - – - | Fehérvár Enthroners |  |

| 4 aprile 2020 3ª giornata | Fehérvár Enthroners | - – - | Győr Sharks |  |

| 18 aprile 2020 4ª giornata | Fehérvár Enthroners | - – - | Miskolc Steelers |  |

| 2 maggio 2020 5ª giornata | Budapest Wolves | - – - | Fehérvár Enthroners |  |

| 23 maggio 2020 7ª giornata | Fehérvár Enthroners | - – - | Budapest Cowbells |  |

## AFL - Division II 2020

### Stagione regolare
| 22 marzo 2020 1ª giornata | Fehérvár Enthroners | - – - | Sankt Pölten Invaders |  |

| 29 marzo 2020 2ª giornata | Fehérvár Enthroners | - – - | Vienna Warlords |  |

| 19 aprile 2020 4ª giornata | Fehérvár Enthroners | - – - | Upper Styrian Rhinos |  |

| 25 aprile 2020 5ª giornata | Fehérvár Enthroners | - – - | Pannonia Eagles |  |

| 16 maggio 2020 7ª giornata | Upper Styrian Rhinos | - – - | Fehérvár Enthroners |  |

| 1º giugno 2020 8ª giornata | Pannonia Eagles | - – - | Fehérvár Enthroners |  |

| 7 giugno 2020 9ª giornata | Sankt Pölten Invaders | - – - | Fehérvár Enthroners |  |

| 21 giugno 2020 10ª giornata | Vienna Warlords | - – - | Fehérvár Enthroners |  |

## Statistiche di squadra
| Competizione | %Vittorie | In casa | In casa | In casa | In casa | In casa | In casa | In trasferta | In trasferta | In trasferta | In trasferta | In trasferta | In trasferta | Totale | Totale | Totale | Totale | Totale | Totale |
| Competizione | %Vittorie | G       | V       | N       | P       | Pf      | Ps      | G            | V            | N            | P            | Pf           | Ps           | G      | V      | N      | P      | Pf     | Ps     |
| ------------ | --------- | ------- | ------- | ------- | ------- | ------- | ------- | ------------ | ------------ | ------------ | ------------ | ------------ | ------------ | ------ | ------ | ------ | ------ | ------ | ------ |
| HFL          | -         | -       | -       | -       | -       | -       | -       | -            | -            | -            | -            | -            | -            | -      | -      | -      | -      | -      | -      |
| AFL-Div.II   | -         | -       | -       | -       | -       | -       | -       | -            | -            | -            | -            | -            | -            | -      | -      | -      | -      | -      | -      |
| Totale       | -         | -       | -       | -       | -       | -       | -       | -            | -            | -            | -            | -            | -            | -      | -      | -      | -      | -      | -      |